# Lycastilla cavernicola
Lycastilla cavernicola är en ringmaskart som beskrevs av Solis-Weiss och Espinasa 1991. Lycastilla cavernicola ingår i släktet Lycastilla och familjen Nereididae. Inga underarter finns listade i Catalogue of Life.